# Lorenzo Roverella
Lorenzo Roverella (Rovigo, ... – Toscana, 1474) è stato un vescovo cattolico italiano.

## Biografia
Nacque a Rovigo figlio del notaio e conte palatino Giovanni Roverella e Beatrice Leopardi da Lendinara, nacque a Rovigo e fu
Uomo di ampia cultura classica, si laureò in medicina nel 1443 presso l'università di Padova.
Già chierico della diocesi d'Adria, grazie al fratello cardinale Bartolomeo, ottenne l'interesse di papa Eugenio IV che nel 1445 lo nomino subdiacono apostolico.
Passò quindi a Parigi pare col solo fine di attendere studi teologici.
Richiamato da papa Callisto III  a Roma, ottenne la Nunziatura in Polonia per trattare per conto del pontefice la pace fra il re Casimiro IV e l'Imperatore del Sacro Romano Impero Federico III d'Asburgo dalla cui unione sarebbe scaturita la lotta coesa verso l'impero ottomano e la crescenti sette eretiche, che si stavano sviluppando in quella parte d'Europa. Nel 1460 in virtù dei suoi successi diplomatici ottenuti durante la nunziatura in Polonia, nel 1960 papa Pio II lo nominò vescovo titolare di Ferrara, nonché abbreviatore de Parco majori, gli diete un canonicato a Liegi e l'ufficio di Datario presso la Curia romana.
Fece rientro in Ferrara presso il suo Vescovado, ma durante il viaggio si ammalò presso Cenobio. Morì a Monte Oliveto Maggiore, in Toscana, nel 1474. Le sue spoglie furono trasferite in Ferrara, ove fu tumulato in un mausoleo fatto costruire presso la chiesa suburbana di S. Giorgio, che recava la sua effigie in alabastro, accompagnata dai versi latini del nobile poeta ferrarese Tito Vespasiano Strozzi